# Мирзоян, Жирайр Мельсикович
Жирайр Мельсикович Мирзоян (арм. Ժիրայր Մելսիկի Միրզոյան; род. 5 мая 1979, Гюзейчартар, Нагорно-Карабахская автономная область) — государственный деятель непризнанной Нагорно-Карабахской Республики (НКР), министр сельского хозяйства НКР (2017—2020), министр территориального управления и развития НКР (2020), министр юстиции НКР (2021).

## Биография
Родился 5 мая 1979 года в селе Гюнейчартар или селе Гузейчартар, Мартунинский район, Нагорно-Карабахская АО, Азербайджанская ССР, СССР. В 1996—2000 годах обучался в бакалавриате факультета правоведения Арцахского государственного университета в Степанакерте (Ханкенди). В 2000—2002 годах проходил срочную службу в Армии обороны НКР. В 2003—2005 годах обучался в магистратуре факультета правоведения Арцахского государственного университета.
В 2003—2005 годах работал в качестве ведущего специалиста в управлении по совершенствованию налогового администрирования Государственной налоговой службы НКР. В 2005—2007 годах работал в качестве ведущего специалиста в Государственно-правовом управлении при Администрации президента НКР. В 2007—2009 годах работал начальником отдела по обеспечению работ Совета Безопасности НКР. В 2009—2011 годах работал заместителем главы Мартунинской районной администрации. В 2011—2014 годах работал начальником отдела по территориальному управлению Управления по территориальному управлению и местному самоуправлению. С 2014 года работал начальником Управления по территориальному управлению и переселению.
С 25 сентября 2017 года по 29 мая 2020 года являлся министром сельского хозяйства НКР. С 29 мая 2020 по декабрь 2020 года являлся министром территориального управления и развития НКР. С 5 мая 2021 года по 13 декабря 2021 года, последователь — Камо Кочарян в качестве исполняющего обязанности являлся министром юстиции НКР. Предшественник — Карен Даниелян.
Состоит в браке, имеет троих детей. Беспартийный.